# Onésimo Sánchez
Onésimo Sánchez González (Valladolid, 14 agosto 1968) è un allenatore di calcio ed ex calciatore spagnolo, di ruolo centrocampista.

## Carriera

### Giocatore
Ha giocato varie stagioni in massima serie con diverse squadre.

### Allenatore
Ha allenato il Valladolid in massima serie.